# Lossit Bay
Die Lossit Bay ist eine kleine Bucht an der Westküste der schottischen Hebrideninsel Islay. Sie befindet sich im Südwesten der Halbinsel Rhinns of Islay etwa vier Kilometer nördlich von Portnahaven. Einen Kilometer östlich liegt die kleine Siedlung Lossit. An der Einfahrt ist die etwa 400 m weit ins Land schneidende Bucht einen Kilometer breit und läuft in einem sandigen Strandbereich aus. Im Norden ist sie durch das Kap Lossit Point begrenzt. Am Kopf der Bucht mündet der Bach Lossit Burn in den Atlantischen Ozean.

## Umgebung
Um Lossit Bay, insbesondere nahe Lossit Point, finden sich Spuren einer frühen Besiedlung der Bucht. Ein Dun wurde in den Felsen direkt an der Küste angelegt. Dieser durchmisst etwa acht Meter und ist von einer zwischen 2,7 m und 3,5 m mächtigen Mauer umgeben. Diese ist heute weitgehend zerstört. Am Lossit Point befand sich einst ein Fort. Dieses war durch eine etwa 60 m lange Mauer, welche die Spitze des Kaps mit einer Fläche von etwa 160 m × 140 m abtrennte, befestigt. Die Mauer ist heute noch an einigen Stellen bis zu einer Höhe von 1,70 m erhalten, jedoch großteils eingestürzt und als mehrere Meter breites Band in der Landschaft erkennbar. Westlich des Eingangs ist der D-förmige Grundriss eines Gebäudes zu erkennen, bei dem es sich um ein Wachthaus gehandelt haben könnte. Auf der begrasten Fläche sind keine weiteren Gebäude erkennbar.

## Schiffsunglücke
In Lossit Bay kam es im Laufe der Jahre zu mehreren Schiffsunglücken. So lief die Brigantine Sir Colin am 9. September 1870 auf ihrem Weg von Ballina nach Troon dort auf Grund, wobei ein Besatzungsmitglied umkam. Die Fracht konnte teilweise geborgen werden. Das lettische Dampfschiff Tobago zerschellte am 13. August 1940 in dichtem Nebel auf seinem Weg von Reykjavík über Ardrossan nach Porto und Lissabon nahe Lossit Bay. Die Ladung bestand aus in Salz eingelegtem Fisch.